# Jin Mao Tower
La tour Jinmao (chinois simplifié : 金茂大厦 ; pinyin : jīn mào dàshà ; litt. « Tour de la prospérité d'or ») est un gratte-ciel situé à Shanghai en Chine. Culminant à 383 mètres de hauteur (420,5 m avec sa flèche), la tour Jinmao se trouve au 88 Century Avenue dans le quartier de Pudong, au cœur de Lujiazui (le quartier des affaires de la ville).
Le bâtiment a été dessiné par le cabinet d'architecte américain Skidmore, Owings and Merrill (SOM) en collaboration avec des agences d'archirecture chinoise en tant qu'architectes associés ; l'East China Architectural Design & Research Institute (华东建筑设计研究总院), l'agence Jiang Architects & Engineers et le Shanghai Institute of Architectural Design & Research Co.Ltd (SIADR).

## Description
Inaugurée en 1998, la Jin Mao Tower a été jusqu'en 2008 le gratte-ciel le plus haut de Chine, si l'on omet la Taipei 101, située à Taïwan. Lors de son ouverture en 1999, la tour occupe la sixième place au classement mondial des gratte-ciel les plus hauts. Elle s'élève à 421 mètres et possède 88 étages (le 8 étant symbole de prospérité et d'argent pour les chinois) ; les ascenseurs montent à la vitesse de 9 m/s et permettent d'aller du rez-de-chaussée au dernier étage en moins de 50 secondes.
La Jin Mao Tower constitue l'un des trois gratte-ciel emblématiques de Shanghai. Le Shanghai World Financial Center (492 mètres), aussi appelé "décapsuleur" par allusion à sa forme, fut achevé en 2008. La Shanghai Tower (632 mètres) fut achevée en 2015.
Un hôtel et des restaurants de type européen (Grand Hyatt - 5 étoiles) occupent la tour à partir du 55e étage. Le Grand Hyatt est en 2007 l'hôtel le plus haut du monde. Les occupants peuvent profiter de la vue exceptionnelle sur le Bund, sur l'autre rive du fleuve Huangpu.
La visite du dernier étage permet de voir le panorama de Shanghai. Au centre du dernier étage, une verrière donne sur le hall de l'hôtel, une trentaine d'étages plus bas, et les galeries qui desservent les chambres.
La tour a été conçue de façon à pouvoir résister aux plus violents cyclones et tremblements de terre.

## Galerie

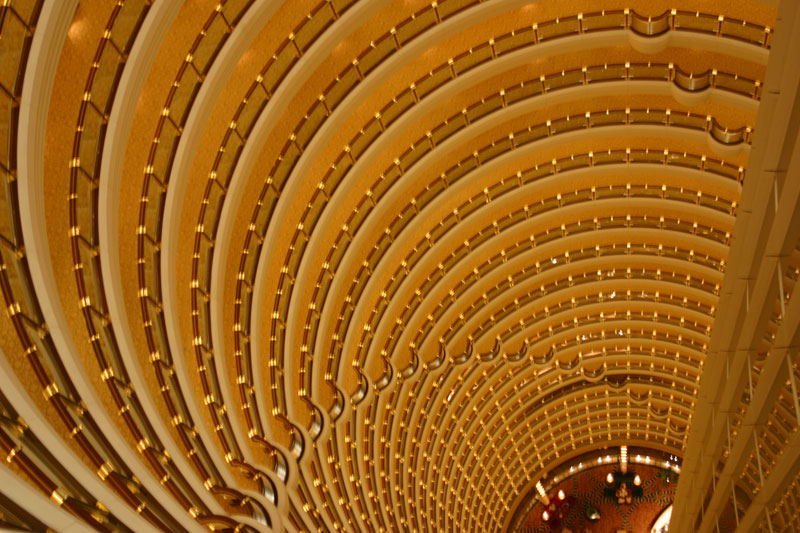
Jin Mao Tower - Atrium - Hôtel Grand Hyatt.
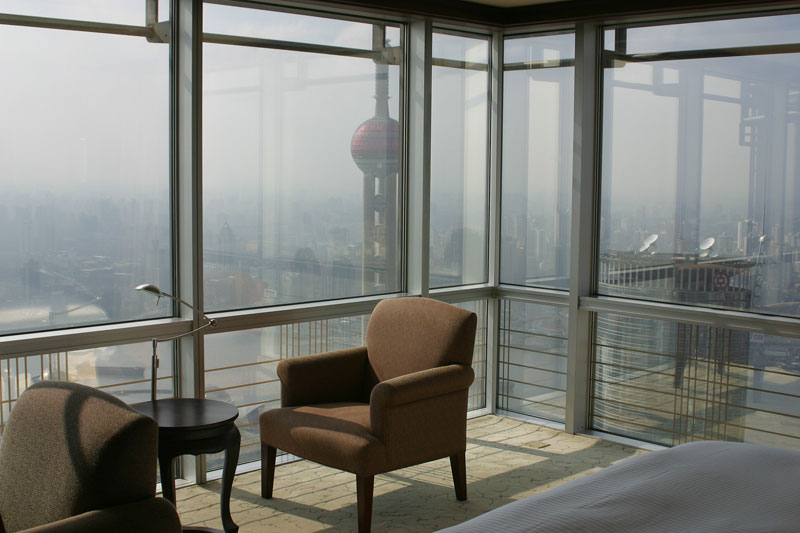
Jin Mao Tower - Hôtel grand Hyatt Chambre.
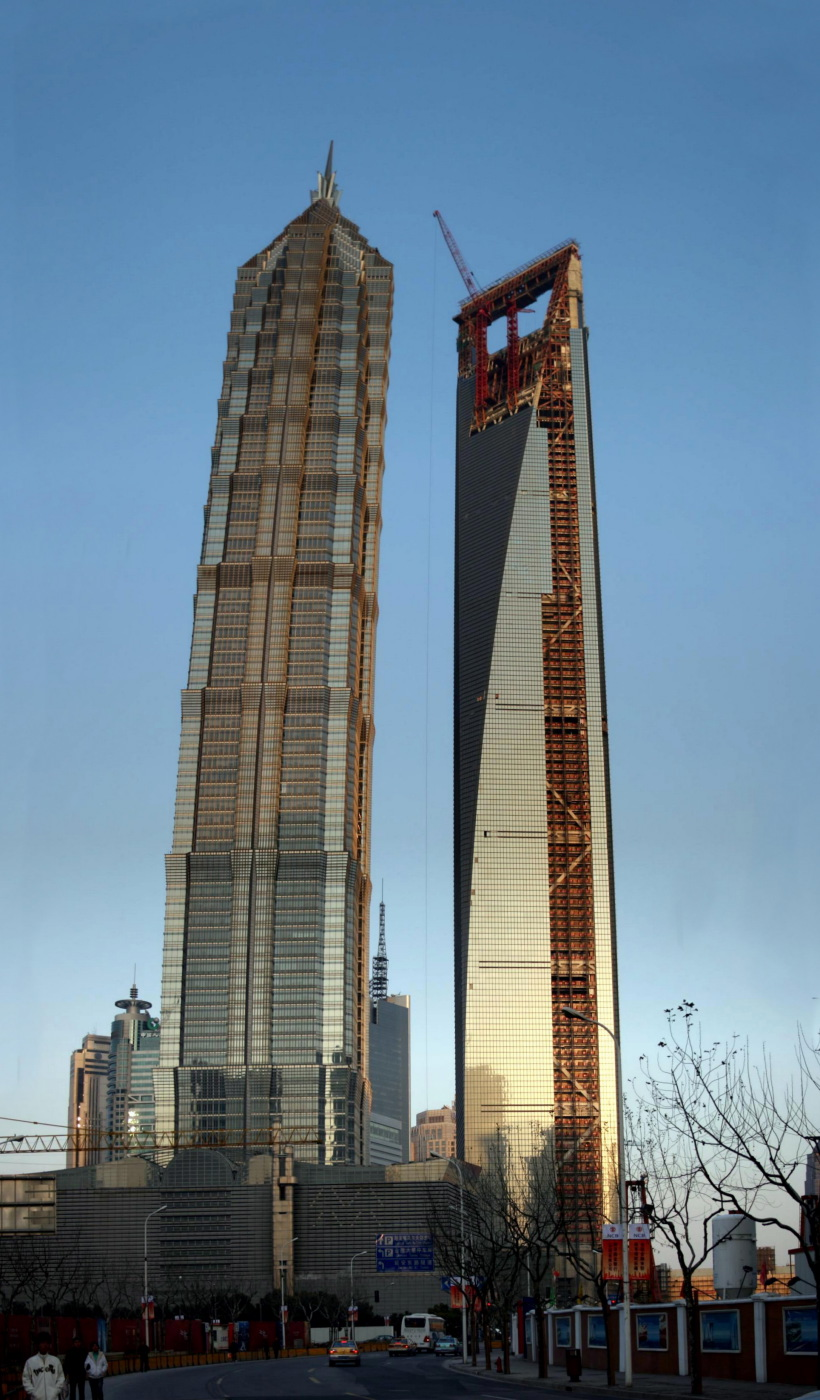
Jin Mao Tower - World Financial Center.
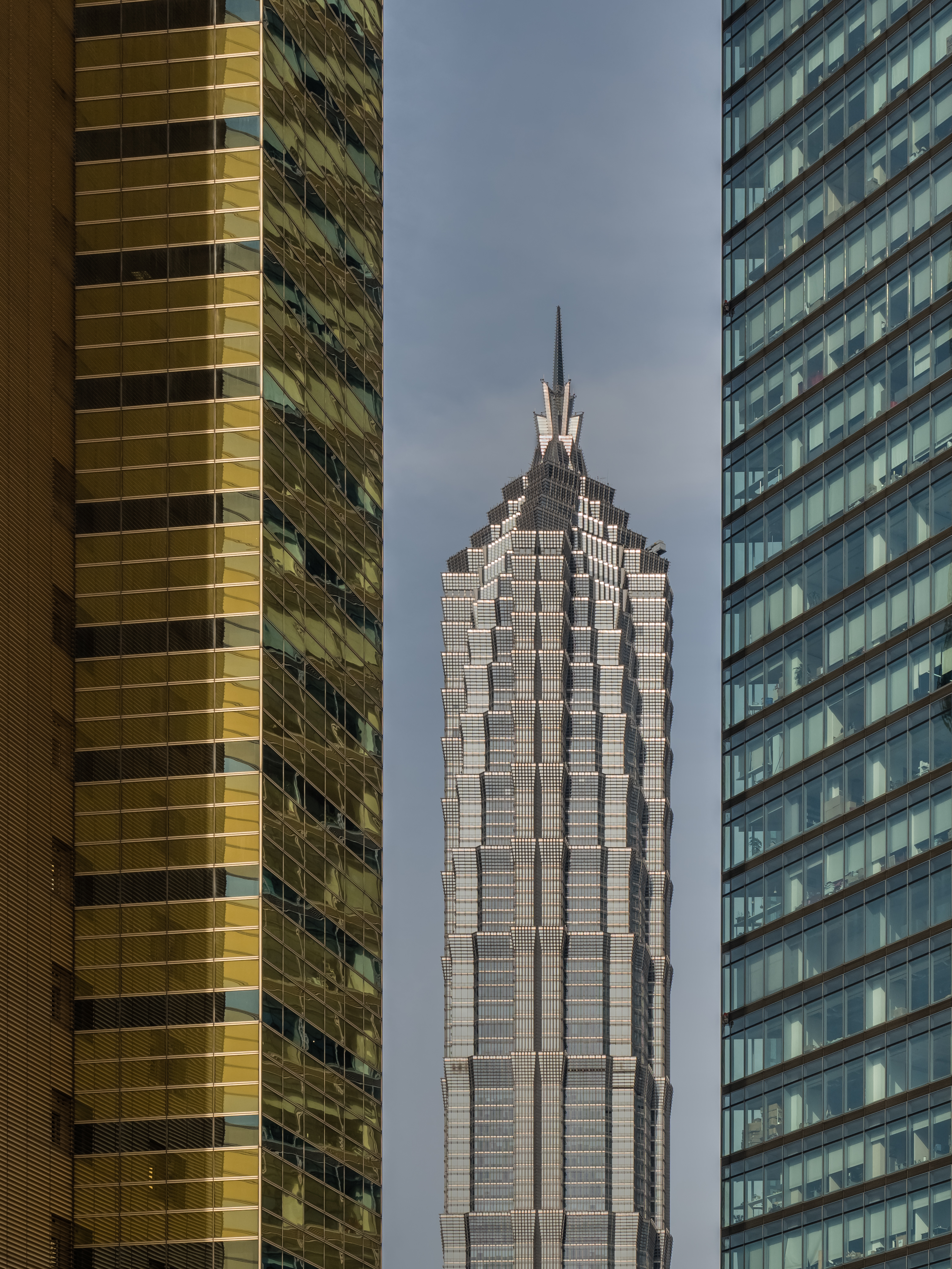
Jin Mao Tower - Entre tours.